# ER Ursae Majoris-variabel
ER Ursae Majoris-variabeln är en typ av kataklysmisk variabel bland dvärgnovorna (UG).
Variabeltypen är en undergrupp till SU Ursae Majoris-variablerna och kännetecknas som sådan av två typer av utbrott. Den ena typen, ”vanliga utbrott”, är korta utbrott som liknar utbrotten hos SS Cygni-variabler (UGSS). Den andra typen, ”superutbrott”, är starkare, med ungefär 2 magnituder, och har en varaktighet som är minst fem gånger längre. Superutbrotten är inte lika ofta förekommande. Under superutbrotten uppvisar ljuskurvan periodiska variationer med 0,2-0,3 magnituder, som ganska väl överensstämmer med omloppstiden för dubbelstjärnans komponenter. Omloppstiden är kortare än 0,1 dygn.
ER Ursae Majoris-variablerna tillbringar till skillnad från övriga UGSU-stjärnor så mycket som en tredjedel av sin tid i ”superutbrott” med en period av 20-90 dygn. Utöver superutbrotten har de ”normala” utbrott i snabb följd. Amplituden i utbrotten är mindre än hos andra dvärgnovor, vanligtvis 3 magnituder.
Till SU Ursae Majoris-variablerna (UGSU) hör också undertypen WZ Sagittae-variablerna (UGWZ). 
Prototypstjärnan ER Ursae Majoris varierar mellan visuell magnitud +12,4 och 15,2 under sina superutbrott. Perioden för dess ”normala” utbrott är 0,06366 dygn eller 91,67 minuter.